# Antonio García Mencía
Antonio García Mencía (1849-1920) fue un pintor e ilustrador español. 

## Biografía
Habría nacido en 1849. Pintor natural de Madrid, fue discípulo de la Escuela especial dependiente de la Academia de San Fernando, en cuyas clases alcanzó varios premios. En la Exposición Nacional verificada en 1871 presentó Un baile en la plaza del pueblo de Nieva (Segovia). Trasladado posteriormente a París, llevó al Salón de 1876 Unas muchachas manteando a un pelele. Al de 1879 concurrió con Una partida de brisca y Una galantería, y al de 1880 con el lienzo titulado ¿Quién quiere naranjas? También envió algunas de sus obras a Exposiciones particulares celebradas en Madrid y al periódico La Ilustración. Fue uno de los diversos ilustradores de los cuentos de la editorial Calleja, entre los que además de Avrial se encontraron nombres como los de Federico Avrial, Manuel Ángel, Manuel Picolo, José Riudavets y Narciso Méndez Bringa. Falleció en su ciudad natal a comienzos de 1920.